# NGC 6944
NGC 6944 (również PGC 65117) – galaktyka eliptyczna (E-S0), znajdująca się w gwiazdozbiorze Delfina. Odkrył ją Albert Marth 15 sierpnia 1863 roku.